# سرمه

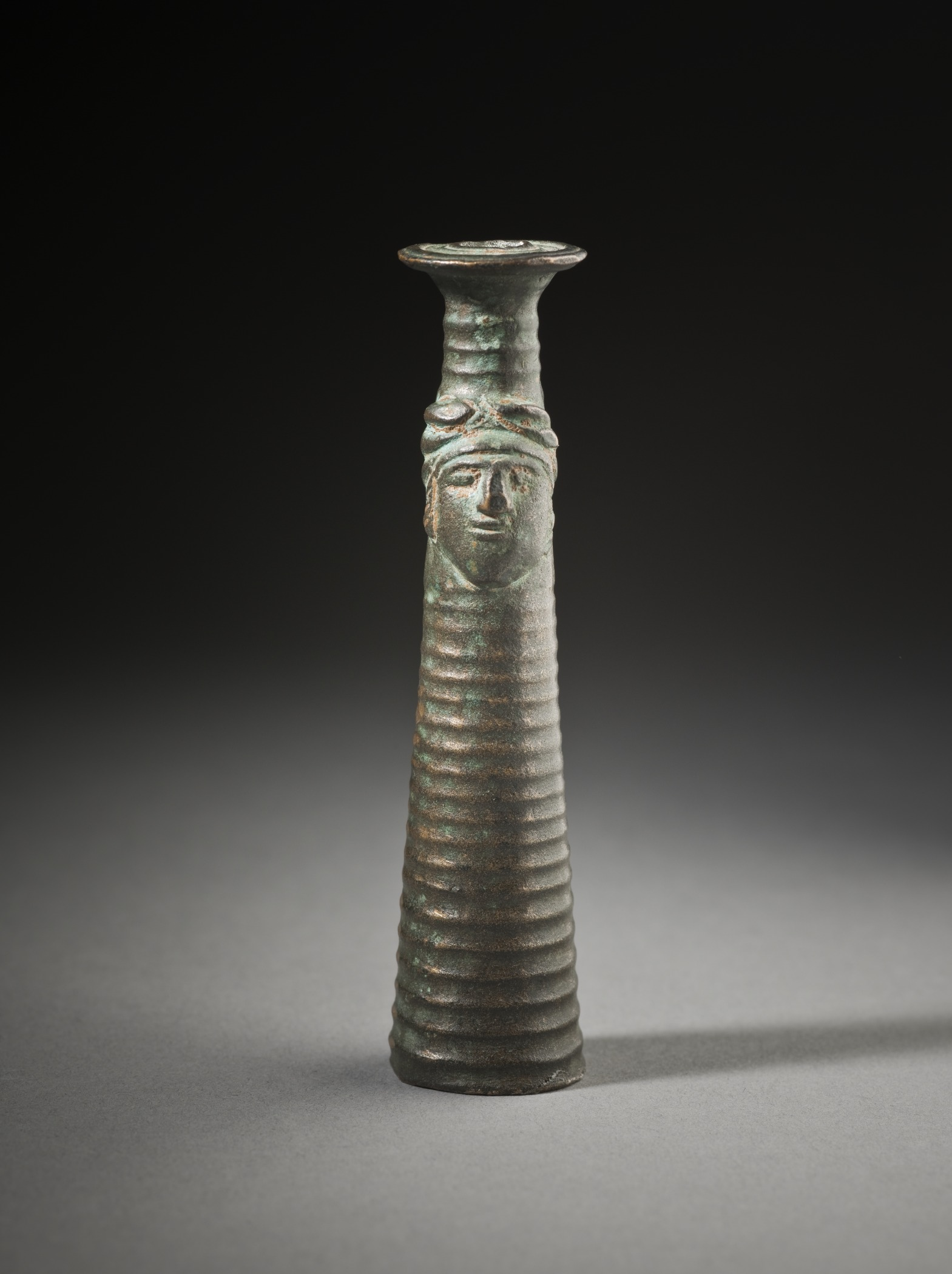
سرمه‌دانی مفرغی مربوط به ۵۰۰ تا ۸۰۰ سال پیش از میلاد در لرستان

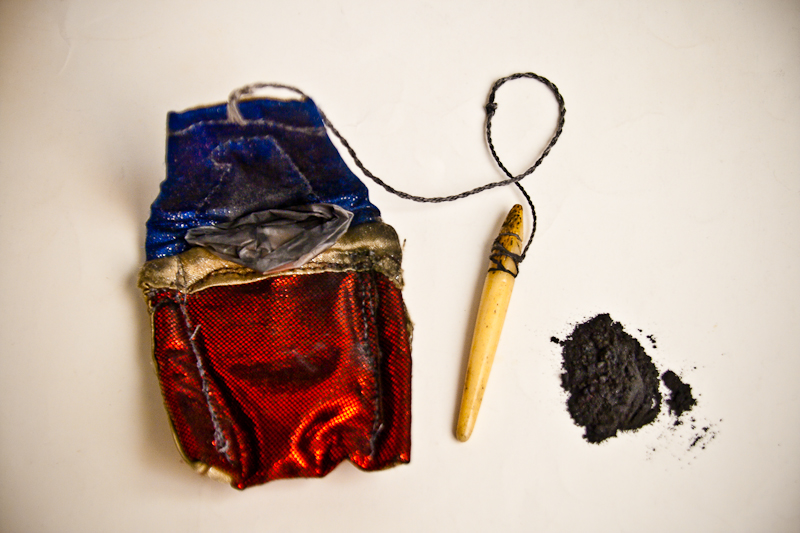
سرمه و سرمه‌دانی از مناطق کردنشین.

سُرمه (در قدیم: کُحْل) ماده‌ای آرایشی است که از ترکیب دوده و دیگر مواد تهیه شده و به چشم کشیده می‌شود و معمولاً برای تیره‌تر کردن رنگ پلکها به کار می‌رود.
آنندراج دربارهٔ آن می‌نویسد: سرمه سنگی است صفایحی و براق که بسایند و سودهٔ آن را در چشم کشند و بهترین آن سرمهٔ صفاهانی است که از کهپایه به هم رسد.
نام رنگ سرمه‌ای از این ماده برگرفته شده‌است.
در دوران باستان، از ۳۵۰۰ سال پیش از میلاد، ملکه‌های مصری به چشم خود سرمه می‌کشیدند. سرمه را نگهبان چشم علیه بیماری‌ها می‌دانستند و تیره کردن رنگ دور پلک‌ها از شدت رسیدن آفتاب به چشم نیز کم می‌کند.
قدیمی‌ترین کاست هند یعنی کولی‌ها نیز از سرمه برای آرایش بهره می‌گرفتند. مادران در شبه قاره هند و برخی نواحی پیرامونی، به چشم نوزادان و کودکان سرمه می‌کشیدند. به باور آن‌ها این کار «سوی چشم را نیرو می‌بخشد» و «علیه چشم بد» نگهداری می‌کند.
یک نوع دیگر از سرمه نخ‌های تابیده رنگی است که برای دور پشتی استفاده می‌شود

## کاربردها در زبان
سرمه به گلو کشیدن:
سرمه به گلو کشیدن کنایه از گنگ (لال) شدن است، چون سرمه سرشتی سرد و خشک دارد می‌گویند که اثر بلع آن آواز بند می‌شود. به همین دلیل در گذشته از این ماده برای شکنجه مخالفان استفاده می‌شده‌است.